# Wladimir Copic

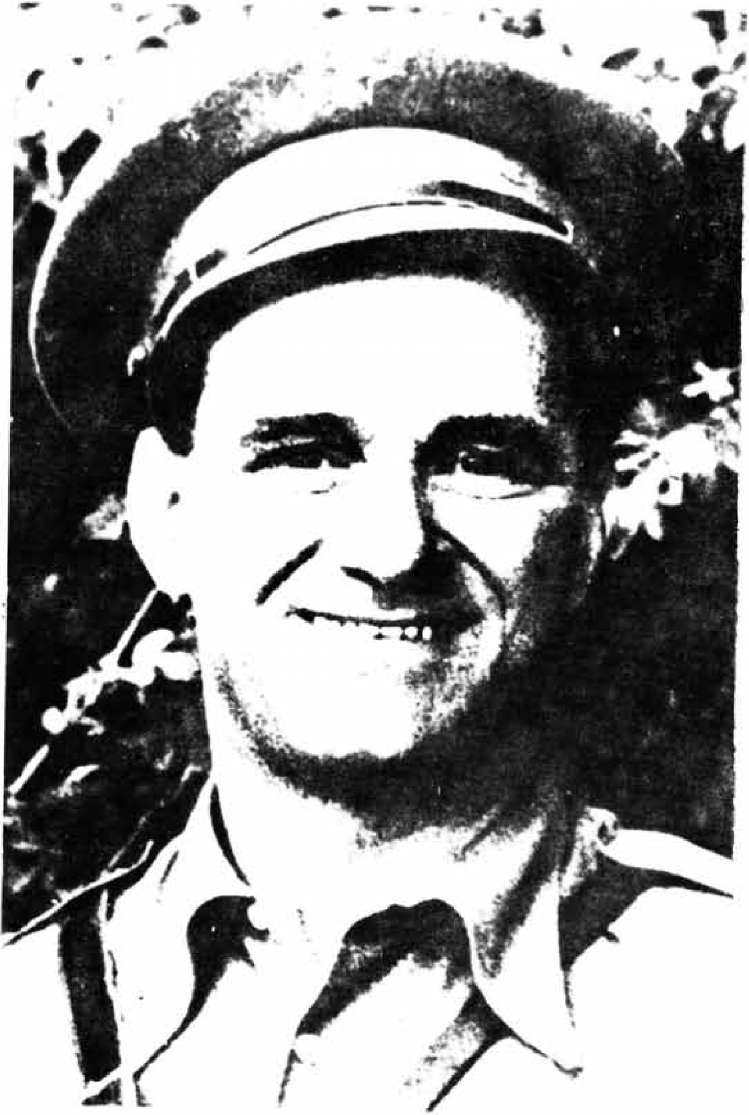

Wladimir Copic (Vladimir Čopič) fou comandant de la XV Brigada Internacional durant la Guerra Civil espanyola, entre el 15 de febrer i el 10 de juliol del 1937 en què fou ferit, del 5 d'agost del 1937 al 7 de març del 1938 i de l'1 d'abril fins al maig del 1938.
Era d'origen croat. De la mateixa manera que Janos Galicz, es va allistar a l'exèrcit austrohongarès durant la Gran Guerra i posteriorment fou capturat pels russos. Expresident del Partit Comunista de Iugoslàvia al Komintern, fou executat en tornar a l'URSS el 1938.
El seu germà, Milan Copic, controlà la presó de les Brigades Internacionals de Camp Lucász.